# Биркау

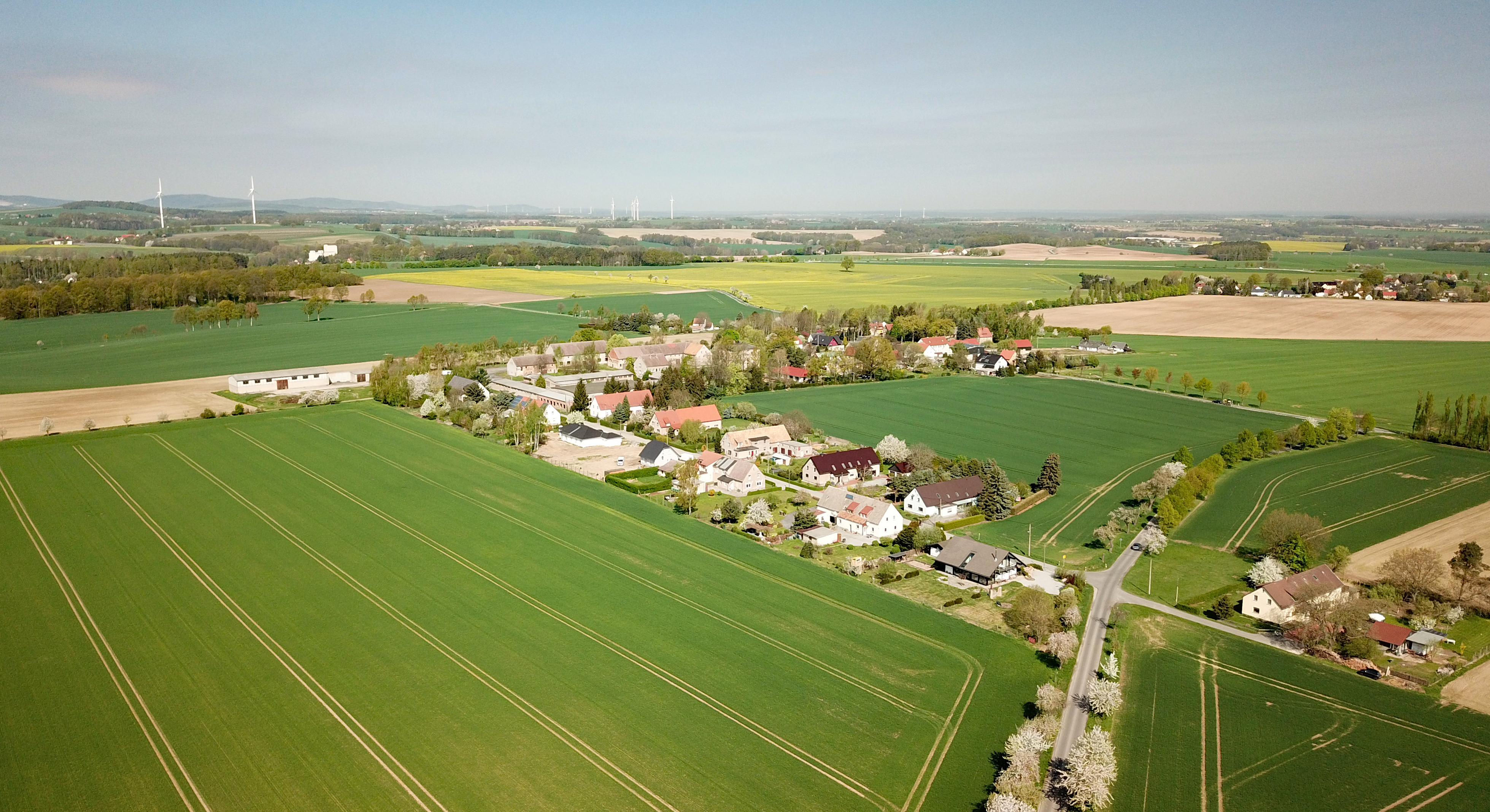

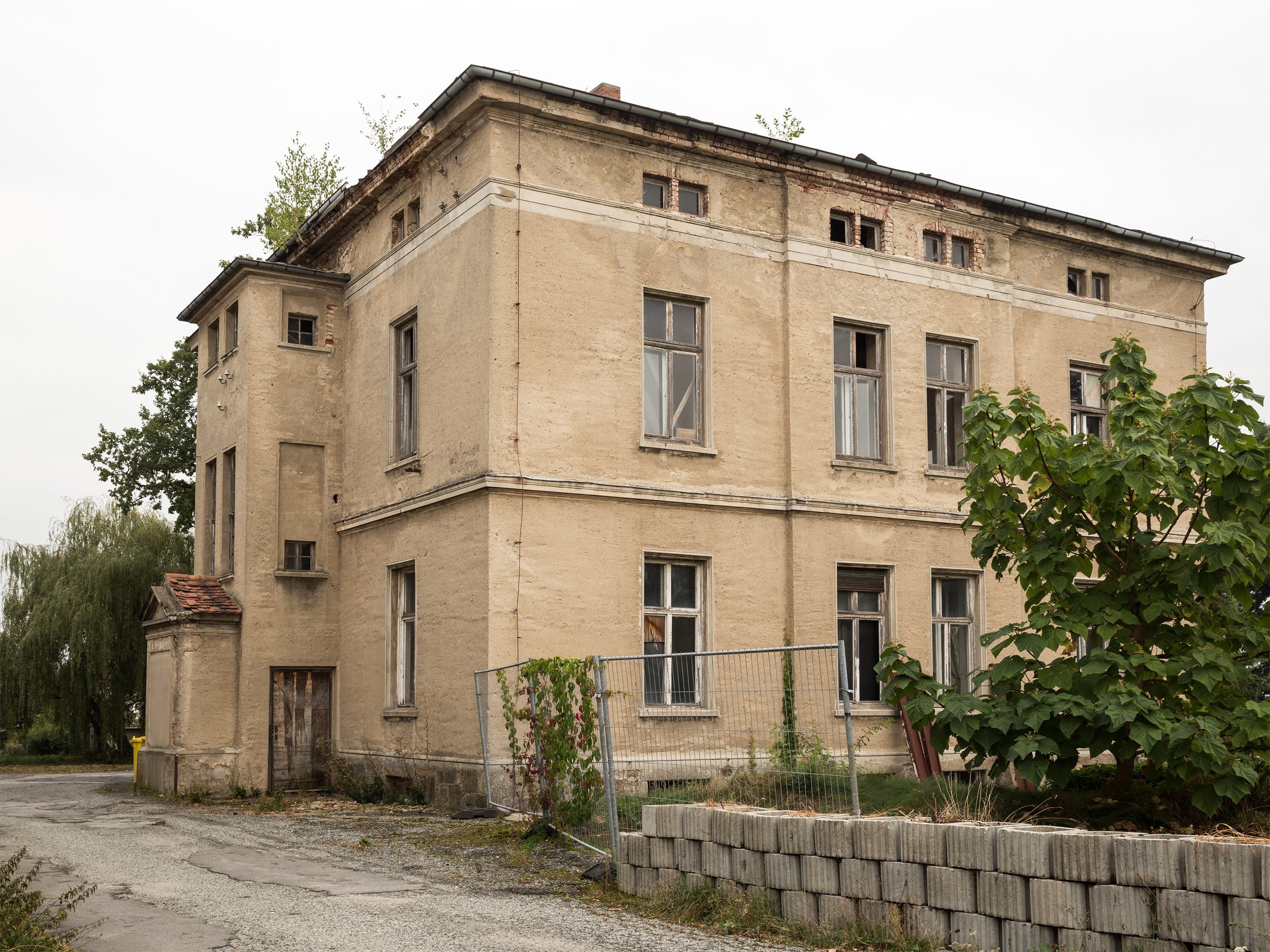
Бывшая усадьба. Памятник культуры и истории земли Саксония

Би́ркау или Бре́за (нем. Birkau; в.-луж. Brěza) — деревня в Верхней Лужице, Германия. Входит в состав коммуны Гёда района Баутцен в земле Саксония. Подчиняется административному округу Дрезден.

## География
Находится около одиннадцати километров на запад от Будишина южнее автомобильной дороги 111 (Бишофсверда — Баутцен).
Соседние деревни: на севере — деревня Земихов, на востоке — деревня Жичень, на юге — деревня Цоков коммуны Добершау-Гаусиг и на западе — деревня Новы-Спытецы.

## История
Деревня имеет древнеславянскую круговую структуру построения жилых домов. Впервые упоминается в 1377 году под наименованием Berka.
С 1936 года входит в состав современной коммуны Гёда.
В настоящее время деревня входит в состав культурно-территориальной автономии «Лужицкая поселенческая область», на территории которой действуют законодательные акты земель Саксонии и Бранденбурга, содействующие сохранению лужицких языков и культуры лужичан.
Исторические немецкие наименования:
- Berka, 1377
- Bircke, Birke, 1430
- Bircke, 1559
- Birckaw, 1588
- Bürckau, 1759

## Население
Официальным языком в населённом пункте, помимо немецкого, является также верхнелужицкий язык.
Согласно статистическому сочинению «Dodawki k statisticy a etnografiji łužickich Serbow» Арношта Муки в 1884 году проживало 103 человека (из них — 85 серболужичан (83 %)).
| 1834 | 1871 | 1890 | 1910 | 1925 | 2011 | 2016 |
| ---- | ---- | ---- | ---- | ---- | ---- | ---- |
| 89   | 105  | 108  | 120  | 129  | 108  | 108  |

## Достопримечательности
Памятники культуры и истории земли Саксония
- Усадьба, д. 21, 23, XIX век (№ 09254991)
- Каменный дорожный указатель на дороге в сторону деревни Спиттвиц, вторая половина XIX века (№ 09251430)
- Каменный дорожный указатель на дороге в сторону деревни Кляйнпрага, XIX век (№ 09251392)
- Каменный дорожный указатель, 1850 год (№ 09250265)